# Forte di Bibbona

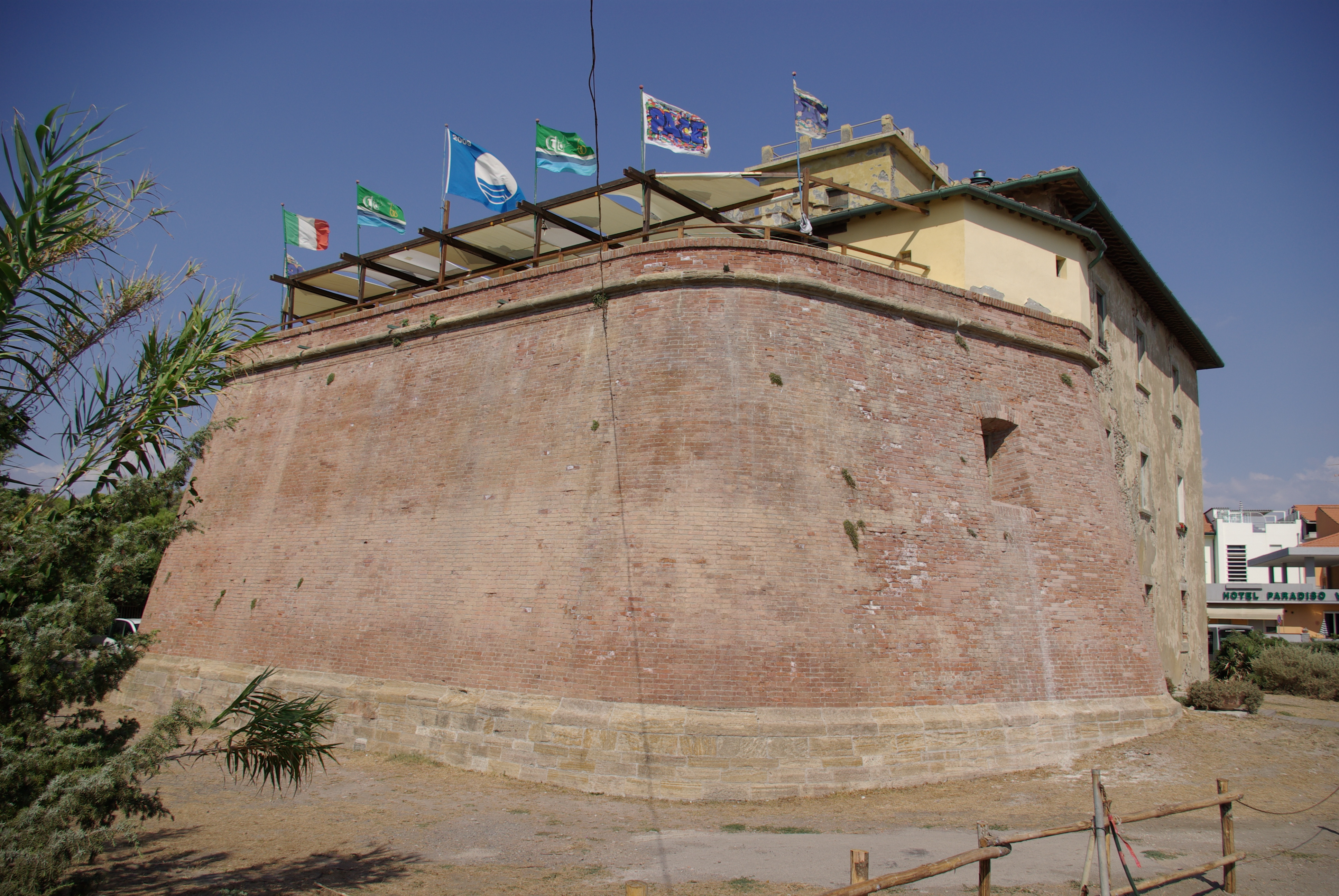
Forte di Bibbona, August 2009

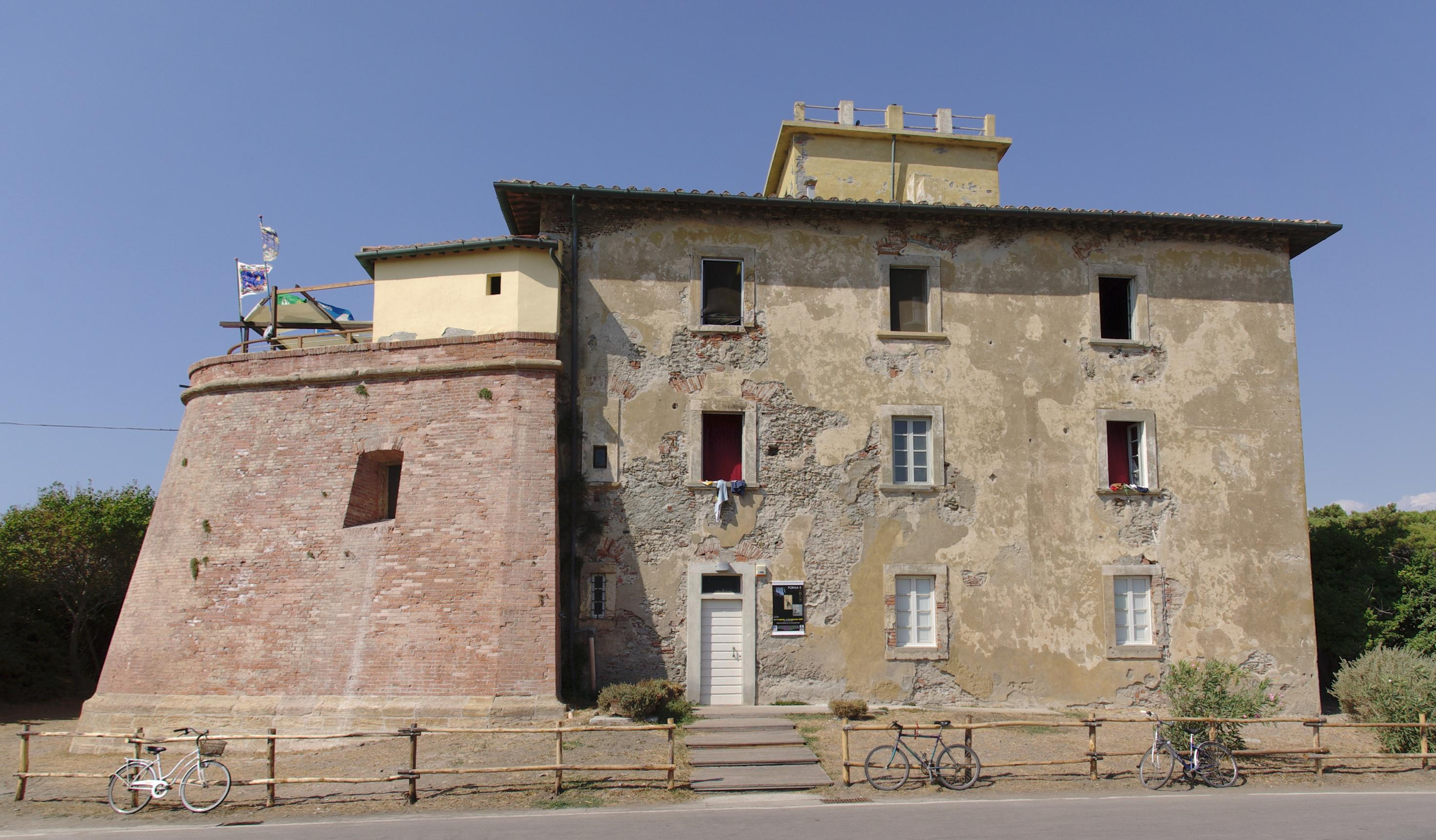
Forte di Bibbona, August 2009

Das Forte di Bibbona ist eine kleine Festungsanlage an der toskanischen Küste im Ortsteil Marina di Bibbona der Ortschaft Bibbona.

## Geschichte
Das Fort wurde, wie unter anderem das sieben Kilometer südlich gelegene Forte di Castagneto Carducci, Ende des 18. Jahrhunderts auf Anordnung Leopolds II. errichtet, der die Küstenlinie des Großherzogtums Toskana besser kontrollieren wollte. Neben dem Schutz vor Piraten dienten solche Forts vor allem zur Gesundheitskontrolle sowie zur Umsetzung der Zollbestimmungen.

## Bauwerk
Der Komplex ist zur See hin mit einer massiven Bastion aus Backsteinen befestigt. An der Landseite befindet sich ein kaum wehrhaft ausgebautes, palazzoähnliches Haus. In dem quadratischen Gebäude befanden sich eine Wache sowie die Pferdeställe und die Unterkünfte der Kavallerie.
Seit den 1980er Jahren entwickelte sich um das ehemalige Fort der Badeort Marina di Bibbona, der vor allem aus Ferienhäusern besteht. Das Fort dient heute als Ferienunterkunft für Jugendliche.